# Perryville (Kentucky)
Perryville – miasto w Stanach Zjednoczonych, w stanie Kentucky, w hrabstwie Boyle.